# مصفورة شبه مستوية
مصفورة شبه مستوية (الاسم العلمي: Xanthorrhoea semiplana) هي نوع من النباتات يتبع جنس المصفورة من فصيلة المصفورية.